# Charles de Bock
Charles de Bock (Haarlem, 3 juli 1914 – Overveen, 19 februari 1975) was een Nederlands voetballer en hockeytrainer.

## Levensloop
De Bock werd in 1914 geboren met de roepnaam Charley en was het achtste kind van Jan de Bock en Marie Jane Jones.
Op vijftienjarige leeftijd werd hij opgeroepen voor Nederlands B voetbalelftal. Hij voetbalde onder meer voor De Zwaluwen, Bloemendaal en Sneek en het Nederlands voetbalelftal.
Hij deed zijn opleiding tot gymdocent, maar ging daarnaast door in de voetballerij.
Na jaren als reservespeler op de bank te hebben gezeten debuteerde De Bock in 1936 in het Nederlands elftal in de wedstrijd tegen het Noorse voetbalelftal de wedstrijd eindigde in 3-3 dit doordat De Bock bij een 2-3 achterstand in de laatste minuten de gelijkmaker wist te produceren. Na zijn debuut zat hij nog een paar keer op de bank, maar kwam het niet tot spelen.
In 1938 vestigde De Bock zich als gymnastiekleraar in Sneek, alwaar hij tevens als middenvoor voor VV Sneek ging spelen dat toen uitkwam in de Eerste klasse noord.
Op 4 juni 1942 trouwde De Bock Jeltje Hinke Boschma, met wie hij vier kinderen kreeg. Niet lang daarna, nog voor zijn 29e verjaardag stopte hij met voetballen, ging zich richten op zijn beroep als gymnastiekleraar en trainde een aantal voetbalclubs.
In 1937 maakte hij zijn entree als trainer van hockeyclub BDHC waarmee hij elf keer landskampioen wist te worden. Daarnaast was hij ook trainer van Strawberries en HBS en was hij de man achter het succes van de heren van HIC die promotie naar de eerste klasse af dwongen. Na de Tweede Wereldoorlog begon hij ook als trainer bij de Nederlandse hockey vrouwen waarmee hij in 1971 te Auckland als eerste wereldkampioen werd, echter moest hij thuisblijven omdat een man destijds geen rol als coach kon hebben bij de vrouwen. Drie jaar later herhaalde hij dit succes, nu in Mandelieu, Frankrijk. 
De Bock overleed op 61-jarige leeftijd.

## Interlandcarrière
Op 1 november 1936 debuteerde De Bock voor Nederland in een vriendschappelijke wedstrijd tegen Noorwegen (3–3). De Bock scoorde in de 88e minuut de gelijkmaker, maar dit is zijn enige wedstrijd gebleven.
| Interlands van Charles de Bock | Interlands van Charles de Bock | Interlands van Charles de Bock | Interlands van Charles de Bock | Interlands van Charles de Bock | Interlands van Charles de Bock |
| №                              | Datum                          | Wedstrijd                      | Uitslag                        | Competitie                     | Goals                          |
| Als speler bij Bloemendaal     | Als speler bij Bloemendaal     | Als speler bij Bloemendaal     | Als speler bij Bloemendaal     | Als speler bij Bloemendaal     | Als speler bij Bloemendaal     |
| ------------------------------ | ------------------------------ | ------------------------------ | ------------------------------ | ------------------------------ | ------------------------------ |
| 1                              | 1 november 1936                | Nederland – Noorwegen          | 3 – 3                          | Vriendschappelijk              | 88'                            |